# Clifford-Gletscher
Der Clifford-Gletscher ist ein großer Gletscher an der Wilkins-Küste des Palmerlands auf der Antarktischen Halbinsel. Er fließt in ostnordöstlicher Richtung zwischen Mount Tenniel und den Eland Mountains, dann östlich in Richtung des Weddell-Meers, das er am Smith Inlet erreicht.
Der obere Abschnitt des Gletschers wurde von einer Schlittenmannschaft der British Graham Land Expedition (1934–1937) unter der Leitung des australischen Polarforschers John Rymill erkundet. Den seewärtigen Abschnitt sichtete 1940 eine Schlittenmannschaft bei der United States Antarctic Service Expedition (1939–1941). 1947 entstanden Luftaufnahmen bei der US-amerikanischen Ronne Antarctic Research Expedition, die in Zusammenarbeit mit dem Falkland Islands Dependencies Survey (FIDS) eine Kartierung vornahm. Der FIDS benannte den Gletscher 1952 nach Geoffrey Miles Clifford (1897–1986), von 1946 bis 1954 Gouverneur der Falklandinseln.